# Friedrich Weißkopf
Friedrich Weißkopf (* 21. Juni 1937 in Nürnberg; † 1. Juni 2009 in Altdorf bei Nürnberg) war ein deutscher Politiker (CSU).

## Leben
Nach Besuch und Abschluss der Volksschule machte Weißkopf die Lehre zum Schneider. Doch ging er bald in die Politik: 1960 wurde er Vorsitzender der CSU in Altdorf, 1962 Vorsitzender im Landkreis Nürnberg. Am 1. Januar 1965 wurde er Geschäftsführer des Bundestagswahlkreises Erlangen für die CSU. Im Jahr darauf zog er sowohl in den Altdorfer Stadtrat als auch in den Nürnberger Kreistag ein, später wurde er noch zweiter Bürgermeister von Altdorf. Ebenfalls 1966 wurde er im Stimmkreis Hilpoltstein, Nürnberg-Land erstmals in den Bayerischen Landtag gewählt. 1970 wurde sein Mandat bestätigt, 1974 trat er jedoch nicht mehr für den Landtag an.
Von 1982 bis 1994 war er Erster Bürgermeister der Stadt Altdorf bei Nürnberg.